# Томислав Симовски
Томислав Симовски е югославски дипломат, новинар, общественик и политик от Социалистическа република Македония.

## Биография
Роден е на 18 април 1929 година в град Битоля. Завършва Висша политическа школа в Белград. Между 1952 и 1964 работи в Управлението на Републиканския секретариат за вътрешни работи. В периода 1964-1972 е директор на Радио Скопие. От 1972 до 1975 е генерален консул на СФРЮ в Торонто. От 1978 до 1986 е член на Изпълнителния съвет на Социалистическа република Македония и като такъв републикански секретар по международните връзки. Умира на 23 януари 1987 година в град Скопие.